# Harold G. Richter
Harold G. Richter (5 de marzo de 1925 - 19 de julio de 2001) fue un químico estadounidense, que colaboró en el descubrimiento del elemento químico de número atómico 61, prometio, perteneciente a los lantánidos, junto a Jacob A. Marinsky, Charles D. Coryell y Lawrence E. Glendenin, en 1945, en los Laboratorios Clinton, ahora llamados Oak Ridge National Laboratory, Tennessee, dentro del proyecto Manhattan.

## Formación académica y carrera profesional
Tras la Segunda Guerra Mundial, en 1947 obtiene el título de B.A. en la Universidad Franklin en Ohio. Realizó su máster (M.Sc. en 1960) y se doctoró (Ph.D. en 1952) en el departamento de química del Instituto de Tecnología de Massachusetts. Posteriormente trabajó en el Laboratorio de Ciencia Nuclear de dicho Instituto y en la universidad de Oregón (1952) como profesor de química, pasando hacia 1955 al U. S. Naval Radiological Defense Laboratory, en San Francisco, California. En esta primera etapa se especializó en investigaciones sobre reacciones fotonucleares, y análisis radiométrico de diferentes iones.
A finales de los 50 pasa al Research Triangle Institute, en Durham, North Carolina, organismo dependiente de la Agencia de Protección Ambiental de los Estados Unidos, donde progresivamente se va especializando en temas ambientales, realizando estudios sobre calidad del agua y el aire.

## Descubrimiento del prometio
En 1945, junto a los otros miembros de su equipo en Laboratorios Clinton, Charles D. Coryell, Jacob Marinsky y Lawrence E. Glendenin, aislaron el último elemento de las tierras raras aún no conocido, el prometio (Z=61). Marinsky y Glendenin produjeron el prometio tanto por extracción a partir de productos de fisión y mediante el bombardeo de neodimio con neutrones. Se aisló utilizando cromatografía de intercambio iónico. La publicación del hallazgo se retrasó hasta que hubo finalizado la guerra. Marinsky y Glendenin anunciaron el descubrimiento en una reunión de la American Chemical Society en septiembre de 1947. Atendiendo a una sugerencia de la esposa de Coryell, el equipo bautizó el nuevo elemento en honor del mítico Prometeo, que robó el fuego a los dioses y fue castigado por dicho acto por Zeus. Se consideró también el nombre "clintonium" por la instalación donde fue aislado.
La separación fue compleja. De la fracción de tierras raras se precipitó el cerio como yodato; el samario, itrio y europio, por digestión con carbonato; a continuación, separaron el resto mediante una columna de intercambio iónico con Amberlite. El praseodimio, neodimio, el elemento 61 y el itrio fueron adsorbidos en los diferentes niveles y se eluyó con citrato de amonio a diferentes valores de pH. El elemento Z=61 emitía rayos beta con una vida media de 3,7 años. El isótopo Pm-147 fue confirmado con el espectrógrafo de masas.

## Publicaciones
Publicó los siguientes artículos:

- 1988 nonmethane organic compound monitoring program: final report. Harold G Richter; EPA. Office of Air Quality Planning and Standards.; Radian Corporation.; Research Triangle Park, 1988